# Partners (1982)
Partners  is een Amerikaanse komische buddyfilm uit 1982 geregisseerd door James Burrows.

## Verhaal
In Los Angeles worden enkele moorden gepleegd in het homo-milieu. De zaak wordt onderzocht door politie-agenten Kerwin en Benson die zich als koppel moeten voordoen om het vertrouwen van de homogemeenschap te verkrijgen al is Kerwin daadwerkelijk homoseksueel. Ze ontdekken dat twee slachtoffers modellen zijn uit hetzelfde tijdschrift en dat ze daarna opgebeld werden door een man om voor zijn tijdschrift te poseren. Benson poseert ook in het bewuste tijdschrift, wordt ook opgebeld door een man en gaat naar de afspraak. De man wordt niet langer als verdacht beschouwd als in tussentijd een andere moord wordt gepleegd. 
Benson plant een romantisch weekend met Jill, de fotografe van het tijdschrift. Kerwin is van mening dat Jill de moordenaar is, maar dit mag door zijn overste niet verder onderzocht worden omdat hij jaloers zou zijn. Kerwin vindt alsnog bewijs, maar wanneer de politie arriveert, wordt ze dood aangetroffen. De moordenaar, een man die door Jill en een van de slachtoffers werd gechanteerd, bekent aan Benson dat hij Jill en twee van de mannen heeft vermoord, maar beweert dat Jill haar partner in crime heeft vermoord. De moordenaar schiet op Kerwin, die terugvuurt. Kerwin raakt gewond, maar de moordenaar wordt gedood.

## Rolverdeling
| Acteur           | Personage          |
| ---------------- | ------------------ |
| Ryan O'Neal      | Sgt. Benson        |
| John Hurt        | Kerwin             |
| Kenneth McMillan | Chief Wilkins      |
| Robyn Douglass   | Jill               |
| Jay Robinson     | Halderstam         |
| Denise Galik     | Clara              |
| Joseph R. Sicari | Walter             |
| Michael McGuire  | Monroe             |
| Rick Jason       | Douglas            |
| James Remar      | Edward K. Petersen |
| Jennifer Ashley  | Secretary          |
| Darrell Larson   | Al                 |
| Tony March       | Aide #2            |
| Seamon Glass     | Gillis             |
| Steven Reisch    | Counter Boy        |
| Wendy Hughes     |                    |

## Nominatie
| Westrijd                     | Categorie                          | Ontvanger(s) | Resultaat   | Ref.  |
| ---------------------------- | ---------------------------------- | ------------ | ----------- | ----- |
| Golden Raspberry Awards 1989 | Slechtste acteur van het decennium | Ryan O'Neal  | Genomineerd | [ 1 ] |